# Woiwodschappen van Polen
De woiwodschappen van Polen vormen de hoogste bestuurlijke eenheden binnen Polen. Polen bestaat sinds de 14e eeuw uit woiwodschappen, ook wel provincies genoemd, maar hun aantal, omvang en bevoegdheden zijn door de eeuwen heen herhaaldelijk gewijzigd. Het huidige aantal van zestien woiwodschappen werd in 1999 gecreëerd, toen de indeling uit 1975 (met 49 woiwodschappen) werd vervangen.

## Huidige woiwodschappen
De huidige zestien woiwodschappen komen grotendeels overeen met historische Poolse regio's; dit in tegenstelling tot de indeling uit 1975 die de provinciale indeling op de ligging van de grote steden baseerde. In grootte variëren de woiwodschappen van circa 10.000 km² (Opole) tot ruim 35.000 km² (Mazovië) en in bevolking van iets minder dan een miljoen (Opole) tot ruim vijf miljoen (Mazovië). De woiwodschappen worden geregeerd door woiwodregeringen en hun parlementen heten woiwodschap-sejmiks (Pools: sejmik województwa).
| Afkorting                                            | Vlag | Wapen | Code | Kenteken | Naam woiwodschap (NL) | Naam woiwodschap (PL) (bijvoeglijke vorm) | Hoofdplaats                         | Oppervlakte (km²) | Bevolking (31 december 2023) | Bevolkings- dichtheid (per km²) |
| ---------------------------------------------------- | ---- | ----- | ---- | -------- | --------------------- | ----------------------------------------- | ----------------------------------- | ----------------- | ---------------------------- | ------------------------------- |
| DS                                                   |      |       | 02   | D        | Neder-Silezië         | dolnośląskie                              | Wrocław                             | 19.947            | 2.879.300                    | 144                             |
| KP                                                   |      |       | 04   | C        | Koejavië-Pommeren     | kujawsko-pomorskie                        | Bydgoszcz1, Toruń2                  | 17.972            | 1.996.000                    | 111                             |
| LU                                                   |      |       | 06   | L        | Lublin                | lubelskie                                 | Lublin                              | 25.122            | 2.011.000                    | 80                              |
| LB                                                   |      |       | 08   | F        | Lubusz                | lubuskie                                  | Gorzów Wielkopolski1, Zielona Góra2 | 13.988            | 975.000                      | 70                              |
| LD                                                   |      |       | 10   | E        | Łódź                  | łódzkie                                   | Łódź                                | 18.219            | 2.362.500                    | 130                             |
| MA                                                   |      |       | 12   | K        | Klein-Polen           | małopolskie                               | Krakau                              | 15.183            | 3.429.600                    | 226                             |
| MZ                                                   |      |       | 14   | W        | Mazovië               | mazowieckie                               | Warschau                            | 35.558            | 5.510.500                    | 155                             |
| OP                                                   |      |       | 16   | O        | Opole                 | opolskie                                  | Opole                               | 9.412             | 936.700                      | 100                             |
| PK                                                   |      |       | 18   | R        | Subkarpaten           | podkarpackie                              | Rzeszów                             | 17.846            | 2.071.700                    | 116                             |
| PD                                                   |      |       | 20   | B        | Podlachië             | podlaskie                                 | Białystok                           | 20.187            | 1.138.200                    | 56                              |
| PM                                                   |      |       | 22   | G        | Pommeren              | pomorskie                                 | Gdańsk                              | 18.310            | 2.359.600                    | 129                             |
| SL                                                   |      |       | 24   | S        | Silezië               | śląskie                                   | Katowice                            | 12.333            | 4.320.100                    | 350                             |
| SK                                                   |      |       | 26   | T        | Heilig Kruis          | świętokrzyskie                            | Kielce                              | 11.711            | 1.168.500                    | 100                             |
| WN                                                   |      |       | 28   | N        | Ermland-Mazurië       | warmińsko-mazurskie                       | Olsztyn                             | 24.173            | 1.357.900                    | 56                              |
| WP                                                   |      |       | 30   | P        | Groot-Polen           | wielkopolskie                             | Poznań                              | 29.826            | 3.488.000                    | 117                             |
| ZP                                                   |      |       | 32   | Z        | West-Pommeren         | zachodniopomorskie                        | Szczecin                            | 22.892            | 1.631.800                    | 71                              |
| (¹) - zetel van de woiwod; (²) - zetel van de sejmik |      |       |      |          |                       |                                           |                                     |                   |                              |                                 |

## Historische woiwodschappen

### 1569-1795
In 1569 sloten Polen en Litouwen zich door de Unie van Lublin ineen tot het Pools-Litouwse Gemenebest. Dit rijk was onderverdeeld in Groot-Polen, Klein-Polen, het Grootvorstendom Litouwen en het Hertogdom Lijfland, die elk onderverdeeld waren in woiwodschappen en/of vorstendommen.
Daarnaast waren er de hertogdommen Koerland en Semgallen en Pruisen, vazalstaten die niet onder de woiwodschappen vielen (gearceerde gebieden op de onderstaande kaart).

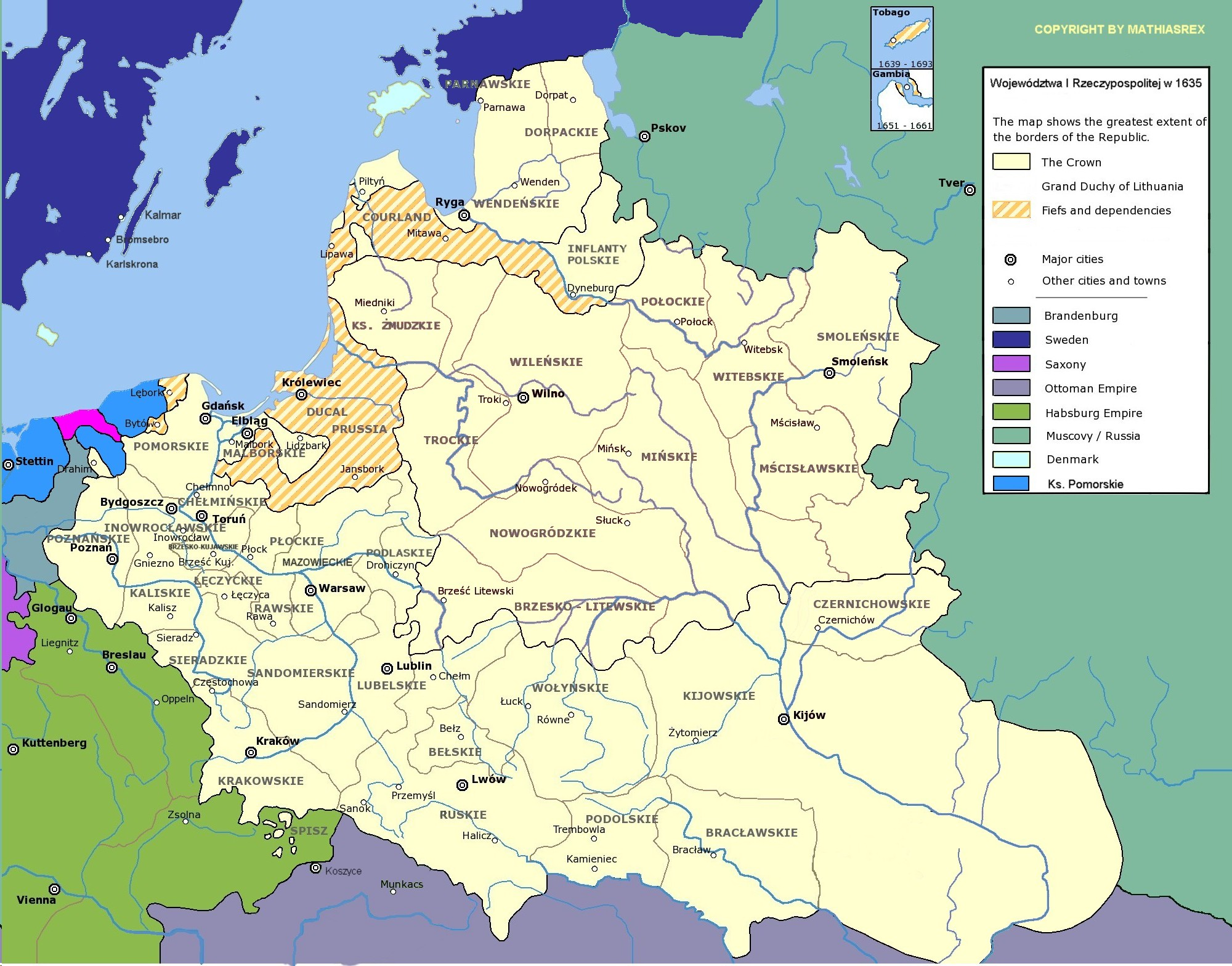
Woiwodschappen van Polen-Litouwen, 1635

#### Groot-Polen (Wielkopolska)
| Woiwodschap/vorstendom                          | Hoofdstad                   |
| ----------------------------------------------- | --------------------------- |
| Brześć Kujawski (województwo brzesko-kujawskie) | Brześć Kujawski             |
| Chełmno (województwo chełmińskie)               | Chełmno                     |
| Bisdom Ermland (Księstwo Warmińskie)            | Lidzbark Warmiński          |
| Gniezno (województwo gnieźnieńskie; vanaf 1768) | Gniezno                     |
| Kalisz (województwo kaliskie)                   | Kalisz                      |
| Łęczyca (województwo łęczyckie)                 | Łęczyca                     |
| Inowrocław (województwo inowrocławskie)         | Inowrocław                  |
| Malbork (województwo malborskie)                | Mariënburg (Pools: Malbork) |
| Mazovië (województwo mazowieckie)               | Warschau                    |
| Pommeren (województwo pomorskie)                | Gdańsk                      |
| Poznań (województwo poznańskie)                 | Poznań                      |
| Płock (województwo płockie)                     | Płock                       |
| Rawa (województwo rawskie)                      | Rawa Mazowiecka             |
| Sieradz (województwo sieradzkie)                | Sieradz                     |

#### Klein-Polen (Małopolska)
| Woiwodschap/vorstendom                 | Hoofdstad                     |
| -------------------------------------- | ----------------------------- |
| Bełz (województwo belzkie)             | Bełz                          |
| Bracław (województwo bracławskie)      | Bracław                       |
| Czernihów (województwo czernichowskie) | Tsjernihiv (Pools: Chernihóv) |
| Krakau (województwo krakowskie)        | Krakau                        |
| Kiev (województwo kijowskie)           | Kiev (Pools: Kijów            |
| Lublin (województwo lubelskie)         | Lublin                        |
| Podlachië (województwo podlaskie)      | Drohiczyn                     |
| Podolië (województwo podolskie)        | Kamieniec Podolski            |
| Roethenië (województwo ruskie)         | Lemberg (Pools: Lwów)         |
| Sandomierz (województwo sandomierskie) | Sandomierz                    |
| Wolynië (województwo wołyńskie)        | Loetsk (Pools: Łuck)          |

#### Grootvorstendom Litouwen
Hier staat tussen haakjes eerst de naam in het Litouws en dan in het Pools vermeld.
| Woiwodschap/vorstendom                                                    | Hoofdstad                              |
| ------------------------------------------------------------------------- | -------------------------------------- |
| Brest-Litovsk (Lietuvos Brastos vaivadija, województwo brzesko-litewskie) | Brest-Litovsk (Pools: Brześć Litewski) |
| Minsk (Minsko vaivadija, województwo mińskie)                             | Minsk (Pools: Mińsk)                   |
| Mścisław (Mstslavlio vaivadija, województwo mścisławskie)                 | Mstsislav (Pools: Mscislaw)            |
| Nowogrodek (Naugarduko vaivadija, województwo nowogrodzkie)               | Nowogródek                             |
| Połock (Polocko vaivadija, województwo połockie)                          | Polatsk (Pools: Połock)                |
| Hertogdom Samogitië (Žemaičių seniūnija, księstwo żmudzkie)               | Medininkai-Varniai (Pools: Wornie)     |
| Smolensk (Smolensko vaivadija, województwo smoleńskie)                    | Smolensk (Pools: Smoleńsk)             |
| Troki (Trakų vaivadija, województwo trockie)                              | Trakai                                 |
| Vitebsk (Vitebsko vaivadija, województwo witebskie)                       | Vitebsk (Pools: Witebsk)               |
| Wilno (Vilniaus vaivadija, województwo wileńskie)                         | Vilnius (Pools: Wilno)                 |

#### Hertogdom Lijfland
| Woiwodschap/vorstendom                        | Hoofdstad                    |
| --------------------------------------------- | ---------------------------- |
| Dorpat (województwo dorpackie; 1598-1620)     | Tartu (Pools: Dorpat)        |
| Wenden (województwo wendeńskie; 1598-1620)    | Cēsis (Pools: Wenden)        |
| Parnawa (województwo parnawskie; 1598-1621)   | Pärnu (Pools: Parnawa)       |
| Lijfland (województwo inflanckie; vanaf 1620) | Daugavpils (Pools: Dyneburg) |

### 1919-1939
Nadat Polen na de Eerste Wereldoorlog weer een onafhankelijke staat werd, moest een beslissing genomen worden over de bestuurlijke indeling van de nieuwe staat. In 1919 werd de eerste indeling in woiwodschappen gemaakt, waarbij Warschau de status van stadswoiwodschap kreeg. Tot 1921 zou er een aantal wijzigingen in de indeling worden doorgevoerd, mede dankzij de vanwege de Silezische Opstand en Pools-Russische Oorlog herhaaldelijk verschuivende grenzen. Vanaf 1921 had Polen vijftien woiwodschappen plus de stadswoiwodschap Warschau en de Autonome Silezische Woiwodschap; dit werd het 15+1+1-systeem genoemd.
| Kenteken | Woiwodschap                     | Hoofdstad                              | Opp. (km², 1930) | Inw. (1931) |
| -------- | ------------------------------- | -------------------------------------- | ---------------- | ----------- |
| 85-89    | Warschau                        | Warschau                               | 31.700           | 2.460.900   |
| 20-24    | Białystok                       | Białystok                              | 26.000           | 1.263.300   |
| 25-29    | Kielce                          | Kielce                                 | 22.200           | 2.671.000   |
| 30-34    | Krakau                          | Krakau                                 | 17.600           | 2.300.100   |
| 35-39    | Lublin                          | Lublin                                 | 26.600           | 2.116.200   |
| 40-44    | Lemberg (Pools: Lwów)           | Lemberg                                | 28.400           | 3.126.300   |
| 45-49    | Łódź                            | Łódź                                   | 20.400           | 2.650.100   |
| 50-54    | Nowogródek                      | Nowogródek                             | 23.000           | 1.057.200   |
| 55-59    | Polesië                         | Brest-Litovsk (Pools: Brześć Litewski) | 36.700           | 1.132.200   |
| 60-64    | Pommeren                        | Toruń                                  | 25.700           | 1.884.400   |
| 65-69    | Poznań                          | Poznań                                 | 28.100           | 2.339.600   |
| 70-74    | Stanisławów                     | Stanisławów                            | 16.900           | 1.480.300   |
| 75-79 ?  | Silezië (ASW)                   | Katowice                               | 5100             | 1.533.500   |
| 80-84    | Ternopil (Pools: Tarnopol)      | Ternopil                               | 16.500           | 1.600.400   |
| 90-94    | Vilnius (Pools: Wilno)          | Vilnius                                | 29.000           | 1.276.000   |
| 95-99    | Wolynië                         | Loetsk (Pools: Łuck)                   | 35.700           | 2.085.600   |
| Kenteken | Stad met status van woiwodschap | Stad met status van woiwodschap        | Opp. (km², 1930) | Inw. (1931) |
| 00-19    | Warschau                        | Warschau                               | 140              | 1.179.500   |

### 1945-1975
Na de Tweede Wereldoorlog werd Polen als het ware naar het westen opgeschoven: het land verkreeg gebieden die tot dusver tot Duitsland behoorden, maar moest in het oosten land aan de Sovjet-Unie afstaan. In de gebieden die voor de oorlog ook tot Polen behoorden bleef de vooroorlogse indeling in grote lijnen in stand. De nieuw verkregen gebieden werden georganiseerd in de woiwodschappen Szczecin, Wrocław en Olsztyn; sommige gebieden werden toegevoegd aan de woiwodschappen Gdańsk, Katowice en Poznań. In totaal bestond Polen vanaf 1945 uit veertien 'gewone' woiwodschappen plus de stadswoiwodschappen Warschau en Łódź, het zogeheten 14+2-systeem.
In 1950 werden drie nieuwe woiwodschappen gesticht: Koszalin (voorheen deel van Szczecin), Opole (voorheen deel van Katowice) en Zielona Góra (samengesteld uit delen van Poznań, Wrocław en Szczecin). Zeven jaar later verkregen nog drie steden de status van stadswoiwodschap: Wrocław, Krakau en Poznań. Dit zou het 17+5-systeem gaan heten.
| Kenteken                                                                            | Woiwodschap                     | Hoofdstad                       | Opp. (km², 1965) | Inw. (1965) |
| ----------------------------------------------------------------------------------- | ------------------------------- | ------------------------------- | ---------------- | ----------- |
| A                                                                                   | Białystok                       | Białystok                       | 23 136           | 1 160 400   |
| B                                                                                   | Bydgoszcz                       | Bydgoszcz                       | 20 794           | 1 837 100   |
| G                                                                                   | Gdańsk                          | Gdańsk                          | 10 984           | 1 352 800   |
| S                                                                                   | Katowice                        | Katowice                        | 9 518            | 3 524 300   |
| C                                                                                   | Kielce                          | Kielce                          | 19 498           | 1 899 100   |
| E                                                                                   | Koszalin¹                       | Koszalin                        | 17 974           | 755 100     |
| K                                                                                   | Krakau                          | Krakau                          | 15 350           | 2 127 600   |
| F                                                                                   | Łódź                            | Łódź                            | 17 064           | 1 665 200   |
| L                                                                                   | Lublin                          | Lublin                          | 24 829           | 1 900 500   |
| O                                                                                   | Olsztyn                         | Olsztyn                         | 20 994           | 956 600     |
| H                                                                                   | Opole¹                          | Opole                           | 9 506            | 1 009 200   |
| P                                                                                   | Poznań                          | Poznań                          | 26 723           | 2 126 300   |
| R                                                                                   | Rzeszów                         | Rzeszów                         | 18 658           | 1 692 800   |
| M                                                                                   | Szczecin                        | Szczecin                        | 12 677           | 847 600     |
| T                                                                                   | Warschau                        | Warschau                        | 29 369           | 2 453 000   |
| X                                                                                   | Wrocław                         | Wrocław                         | 18 827           | 1 967 000   |
| Z                                                                                   | Zielona Góra¹                   | Zielona Góra                    | 14 514           | 847 200     |
| Kenteken                                                                            | Stad met status van woiwodschap | Stad met status van woiwodschap | Opp. (km², 1965) | Inw. (1965) |
| I                                                                                   | Łódź                            | Łódź                            | 214              | 744 100     |
| W                                                                                   | Warschau                        | Warschau                        | 446              | 1 252 600   |
| K                                                                                   | Krakau²                         | Krakau²                         | 230              | 520 100     |
| P                                                                                   | Poznań²                         | Poznań²                         | 220              | 438 200     |
| X                                                                                   | Wrocław²                        | Wrocław²                        | 225              | 474 200     |
| (¹) - woiwodschappen gecreëerd in 1950; (²) - stadswoiwodschappen gecreëerd in 1957 |                                 |                                 |                  |             |

### 1975-1998
Tussen 1975 en 1998 was Polen ingedeeld in 49 woiwodschappen. Deze indeling kwam tot stand dankzij hervormingswetten die in de periode 1973-1975 werden doorgevoerd. In plaats van een drielagen tellend subnationaal bestuur (woiwodschappen, powiatten en gemeenten) werd een systeem van twee lagen ingesteld (49 relatief kleine woiwodschappen en daaronder gemeenten). De drie kleinste woiwodschappen — Warschau Krakau en Łódź — hadden de speciale status van gemeentewoiwodschap; de stadspresident (burgemeester) was ook gouverneur van de woiwodschap.
| Afkorting | Woiwodschap    | Hoofdstad            | Opp. (km²) | Inw. (1980) | Aantal steden | Aantal gemeenten |
| --------- | -------------- | -------------------- | ---------- | ----------- | ------------- | ---------------- |
| bp        | Biała Podlaska | Biała Podlaska       | 5348       | 286.400     | 6             | 35               |
| bk        | Białystok      | Białystok            | 10.055     | 641.100     | 17            | 49               |
| bb        | Bielsko-Biała  | Bielsko-Biała        | 3704       | 829.900     | 18            | 47               |
| by        | Bydgoszcz      | Bydgoszcz            | 10.349     | 1.036.000   | 27            | 55               |
| ch        | Chełm          | Chełm                | 3865       | 230.900     | 4             | 25               |
| ci        | Ciechanów      | Ciechanów            | 6362       | 405.400     | 9             | 45               |
| cz        | Częstochowa    | Częstochowa          | 6182       | 747.900     | 17            | 49               |
| el        | Elbląg         | Elbląg               | 6103       | 441.500     | 15            | 37               |
| gd        | Gdańsk         | Gdańsk               | 7394       | 1.333.800   | 19            | 43               |
| go        | Gorzów         | Gorzów Wielkopolski  | 8484       | 455.400     | 21            | 38               |
| jg        | Jelenia Góra   | Jelenia Góra         | 4378       | 492.600     | 24            | 28               |
| kl        | Kalisz         | Kalisz               | 6512       | 668.000     | 20            | 53               |
| ka        | Katowice       | Katowice             | 6650       | 3.733.900   | 43            | 46               |
| ki        | Kielce         | Kielce               | 9211       | 1.068.700   | 17            | 69               |
| kn        | Konin          | Konin                | 5139       | 441.200     | 18            | 43               |
| ko        | Koszalin       | Koszalin             | 8470       | 462.200     | 17            | 35               |
| kr        | Krakau         | Krakau               | 3254       | 1.167.500   | 10            | 38               |
| ks        | Krosno         | Krosno               | 5702       | 448.200     | 12            | 37               |
| lg        | Legnica        | Legnica              | 4037       | 458.900     | 11            | 31               |
| le        | Leszno         | Leszno               | 4254       | 357.600     | 19            | 28               |
| lu        | Lublin         | Lublin               | 6793       | 935.200     | 16            | 62               |
| lo        | Łomża          | Łomża                | 6684       | 325.800     | 12            | 39               |
| ld        | Łódź           | Łódź                 | 1523       | 1.127.800   | 8             | 11               |
| ns        | Nowy Sącz      | Nowy Sącz            | 5576       | 628.800     | 14            | 41               |
| ol        | Olsztyn        | Olsztyn              | 12.327     | 681.400     | 21            | 48               |
| op        | Opole          | Opole                | 8535       | 975.000     | 29            | 61               |
| os        | Ostrołęka      | Ostrołęka            | 6498       | 371.400     | 9             | 38               |
| pi        | Piła           | Piła                 | 8205       | 437.100     | 24            | 35               |
| pt        | Piotrków       | Piotrków Trybunalski | 6266       | 604.200     | 10            | 51               |
| pl        | Płock          | Płock                | 5117       | 496.100     | 9             | 44               |
| po        | Poznań         | Poznań               | 8151       | 1.237.800   | 33            | 57               |
| pr        | Przemyśl       | Przemyśl             | 4437       | 380.000     | 9             | 35               |
| rs        | Radom          | Radom                | 7295       | 702.300     | 15            | 61               |
| rz        | Rzeszów        | Rzeszów              | 4397       | 648.900     | 13            | 41               |
| se        | Siedlce        | Siedlce              | 8499       | 616.300     | 12            | 66               |
| si        | Sieradz        | Sieradz              | 4869       | 392.300     | 9             | 40               |
| sk        | Skierniewice   | Skierniewice         | 3959       | 396.900     | 8             | 36               |
| sl        | Słupsk         | Słupsk               | 7453       | 369.800     | 11            | 31               |
| su        | Suwałki        | Suwałki              | 10.490     | 422.600     | 14            | 42               |
| sz        | Szczecin       | Szczecin             | 9981       | 897.900     | 29            | 50               |
| tg        | Tarnobrzeg     | Tarnobrzeg           | 6283       | 556.300     | 14            | 46               |
| ta        | Tarnów         | Tarnów               | 4151       | 607.000     | 9             | 41               |
| to        | Toruń          | Toruń                | 5348       | 610.800     | 13            | 41               |
| wb        | Wałbrzych      | Wałbrzych            | 4168       | 716.100     | 31            | 30               |
| wa        | Warschau       | Warschau             | 3788       | 2.319.100   | 27            | 32               |
| wl        | Włocławek      | Włocławek            | 4402       | 413.400     | 14            | 30               |
| wr        | Wrocław        | Wrocław              | 6287       | 1.076.200   | 16            | 33               |
| za        | Zamość         | Zamość               | 6980       | 472.100     | 5             | 47               |
| zg        | Zielona Góra   | Zielona Góra         | 8868       | 609.200     | 26            | 50               |